# قائمة المحميات الطبيعية في الجزائر
بلغ عدد المحميات الطبيعية في الجزائر 5 محميات سنة 2003 .  
| المحمية الطبيعية               | المكان          | المساحة      | سنة التصنيف | مرجع         | الصور |
| ------------------------------ | --------------- | ------------ | ----------- | ------------ | ----- |
| المحمية الطبيعية عين الزانة    | ولاية سوق أهراس | 7 462 هكتار  | 2017        |              |       |
| المحمية الطبيعية جبال بني صالح | ولاية قالمة     | 80 000 هكتار |             |              |       |
| المحمية الطبيعية جبال البابور  | ولاية سطيف      | 2 367 هكتار  | 1985        |              |       |
| المحمية الطبيعية جزر حبيبة     | ولاية وهران     | 2 684 هكتار  | 2003        | محمية بحرية. |       |
| المحمية الطبيعية Mergueb       | ولاية المسيلة   | 13 482 هكتار | 1985        |              |       |
| المحمية الطبيعية المقطع        | ولاية وهران     | 44 500 هكتار | 2003        | موقع رامسار. |       |

## مقالات ذات صلة
- متنزه وطني
- الحياة البرية في الجزائر
- مواقع رامسار في الجزائر
- قائمة الحدائق الوطنية في الجزائر
- المديرية العامة للغابات (الجزائر)